# Mine des Télots
Vous lisez un « bon article » labellisé en 2021.
La mine des Télots exploitait du schiste bitumineux d'âge autunien à Saint-Forgeot à la limite de la ville d'Autun en Saône-et-Loire dans le Centre-Est de la France.
L'extraction du schiste dans le secteur commence en 1824 à Igornay. De l'huile de schiste est produite dès 1837 pour l'éclairage public et les installations sont améliorées en permanence pour diversifier la production. La concession des Télots est accordée en 1865. La raffinerie complète l'usine de distillation du pétrole en 1936 et emploie plusieurs centaines d'ouvriers qui produisent du carburant pour automobile. Sous l'Occupation, ce site est stratégique pour l'armée allemande qui le surveille et des actes de sabotages mineurs sont menés par la résistance locale et les alliés (notamment les raids Scullion). En représailles les miliciens exécutent cinq ouvriers.
À la fermeture en 1957, le site est démantelé et partiellement démoli. Des vestiges des installations (ruines) et deux grands terrils marquant le paysage subsistent au début du XXIe siècle, envahi par une végétation particulière étudiée pour sa biodiversité. Les Télots sont reconnues comme zone naturelle d'intérêt écologique, faunistique et floristique (ZNIEFF).

## Situation

Carte des communes de Saône-et-Loire, présentant l'étendue du gisement de schiste bitumineux d'Autun en noir et la mine des Télots en rouge.

La mine est implantée dans une vallée du Morvan sur le territoire de la commune de Saint-Forgeot, à la limite d'Autun dans le nord du département de Saône-et-Loire, en région de Bourgogne-Franche-Comté, dans le Grand Est français.

## Géologie
Le gisement de schiste bitumineux d'Autun a donné son nom à la période géologique à laquelle il s'est formé : l'Autunien qui s'étage entre −299 et −282 millions d'années mesure 1,3 km d'épaisseur. Les couches de schiste bitumineux sont entrecoupées par des sédiments détritiques fins dont du calcaire. Les couches forment des lentilles dont l'épaisseur et la qualité varient fortement. Le gisement s'appuie sur le socle houiller du Stéphanien d'Épinac.
Le bassin est divisé en deux strates, elles-mêmes subdivisées en deux assises. La mine des Télots exploite un gisement appartenant à l'Autunien supérieur et à l'assise de Millery qui mesure 250 mètres d'épaisseur de schiste, traversée par de la roche détritique. Elle possède dix couches bitumineuses, la couche supérieure est composée de boghead, un type de charbon bitumineux.
Au début des années 1980, des études sont menées par Pascal Martaud, pour le BRGM, qui révèlent des réserves importantes (20 à 30 millions de tonnes). Le gisement s'étend sur une surface de 240 km2.

## Histoire

### Généralités
Le gisement est découvert en 1813 à Igornay et l’extraction commence en 1824 sur cette commune. De l'huile de schiste est produite de façon industrielle dès 1837 pour l'éclairage public de plusieurs grandes villes comme Paris, Lyon, Dijon ou Strasbourg,,,. Pour cela, le schiste est concassé puis chauffé à une température comprise entre 450 et 500 °C dans un espace confiné, privé d'air. La vapeur qui s'en échappe est alors condensée pour obtenir de la matière liquide proche du pétrole. En 1847, l'huile lampante autunoise est confrontée à la concurrence du gaz de houille mais la production repart rapidement à la hausse.
À la fin du XIXe siècle, le schiste est extrait jusqu’à 300 mètres sous terre, les actionnaires obtiennent un bénéfice de 30 % et l'apogée en 1864 et 1865 (6 700 tonnes d'huiles extraites à partir des schistes bitumineux en 1865). Avec l'arrivée de la concurrence du pétrole américain et russe en 1870, plusieurs concessions disparaissent. En 1881, la Société lyonnaise des schistes bitumineux (SLSB) rachète plusieurs concessions subsistantes pour relancer la production avec de nouveaux capitaux privés et l'aide de l'État, elle obtient le monopole en 1891. Les installations de surface se complètent progressivement de 1840 à 1870 notamment pour produire de l'huile, de la paraffine, des sulfates et de l'ammoniaque. Ces derniers produits sont abandonnés après la Première Guerre mondiale,,,,.
En 1892, l'État diminue les taxes douanières sur les pétroles étrangers ce qui augmente leur compétitivité face au pétrole de schiste autunois. Pour compenser, des primes sont mises en place, ce qui permet de moderniser les installations, en augmentant de 30 % le rendement de l'huile brute. À la suite de la mobilisation de 1914, les mines et usines de Ravelon (Dracy-Saint-Loup) et de la Margenne (Monthelon) sont contraintes de fermer. L'exploitation est alors concentrée aux Télots et à Surmoulin (Dracy-Saint-Loup). En 1933, une loi permet l'exonération fiscale des essences issues de l'huile de schiste, ce qui ouvre de nouvelles perspectives. Les réformes sociales mises en place par le Front populaire en 1936 diminuent la rentabilité de la SLSB. Une nouvelle compagnie, la Société Minière des Schistes Bitumineux (SMSB) est créée avec l'appui financier de Pechelbronn SAEM.

Les concessions du gisement de schiste d'Autun.

### Les Télots
- Terrils
- Bâtiments miniers
- Cité minière
- Plans d'eau
- Autres constructions
- Voies ferrées

L’environnement du puits de la mine des Télots et de ses installations annexes vers 1950.

La concession des Télots, d'une superficie de 126 hectares, est accordée le 22 avril 1865. Les installations minières et l'usine de traitement sont développées par la SLSB après 1881. En 1911, le matériel français est remplacé par un système écossais, notamment des cornues Pumpherston plus performantes.
Une raffinerie avec unités de craquage est ouverte en 1936 pour compléter l'usine de distillation du pétrole et l’entreprise se spécialise dans les carburants automobiles. La société change de nom à la suite d'un changement de propriétaire et devient la Société minière des schistes bitumineux (SMSB),. Le personnel se compose alors de 600 employés dont une centaine de mineurs qui extraient quotidiennement près de 1 000 tonnes de schiste assurant une production de 70 millions de litres d'essence par an.
Sous l'Occupation, 600 ouvriers travaillent aux Télots, dont d'anciens mineurs des houillères d'Épinac. Il y a également une population d'origine polonaise, qui vit essentiellement dans les cités ouvrières. Du matériel est récupéré au puits Eugène Soyez des houillères de Sincey en Côte-d'Or pour être employé aux Télots. Les installations de pyrogénation sont stratégiques pour l'armée allemande qui s'y fournit en carburant. La zone est surveillée par la Luftwaffe et des miliciens d'Autun. Des actes de sabotages (dont des incendies) sont menés dans un premier temps par l'armée française en 1940 lors de la débâcle. Deux missions dites « Scullion 1 et 2 » sont menés par le Special Air Service (SAS), notamment par les agents du SOE : George Connerade, George Demand, George Larcher, Eugène Levene, Jack Hayes, Jean Le Harivel, David Sibree et Victor Soskice. D'autres actions sont menées par la résistance locale (maquis Socrate). Mais chacune de ces attaques n'inflige que des dégâts mineurs aux installations. En représailles, les miliciens exécutent de jeunes ouvriers âgés de 17 à 20 ans : trois Français et un Polonais ainsi que le père de ce dernier. À la Libération, le carburant est utilisé par la Première Armée Française,.
Le 1er avril 1944, les concessions de charbon de Saint-Léger-du-Bois et de Moloy à Épinac sont reprises par les mines des Télots qui ont besoin de combustible. Dans les années 1950, la production s'élève à 22 000 tonnes de produits traités malgré la baisse progressive des effectifs, grâce à l'utilisation de haveuses, de pelleteuses et de bandes transporteuses qui modifient la méthode d'exploitation et remplacent celle de l'extraction par piliers. Cette méthode permet de récupérer 95 % des couches visitées contre 60 % au maximum avant la Seconde Guerre mondiale. L'activité cesse le 31 août 1957 à cause de la concurrence du pétrole liquide, plus facile à exploiter, alors que 340 ouvriers y travaillent encore,.

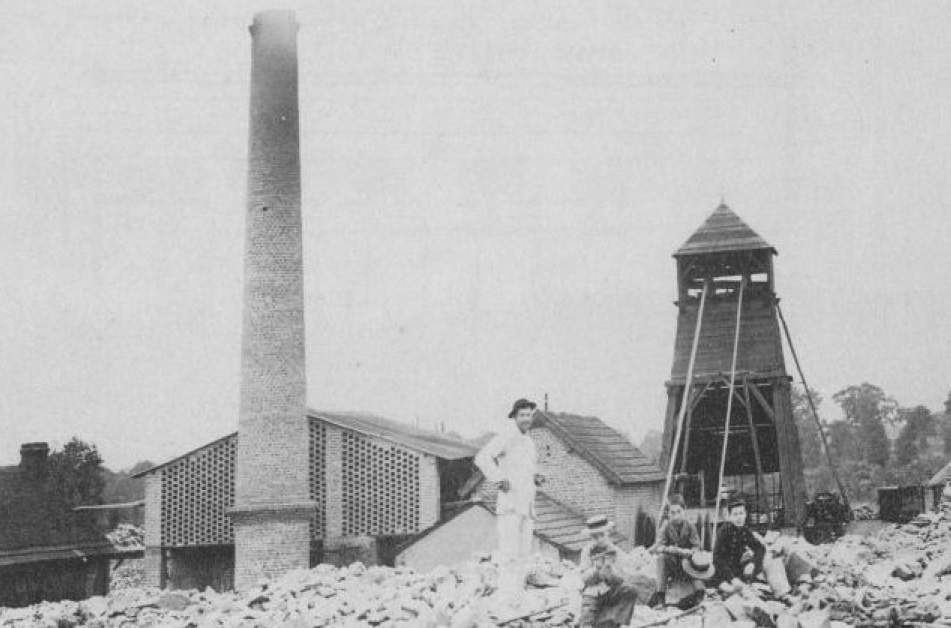
Le puits des Télots vers 1880.
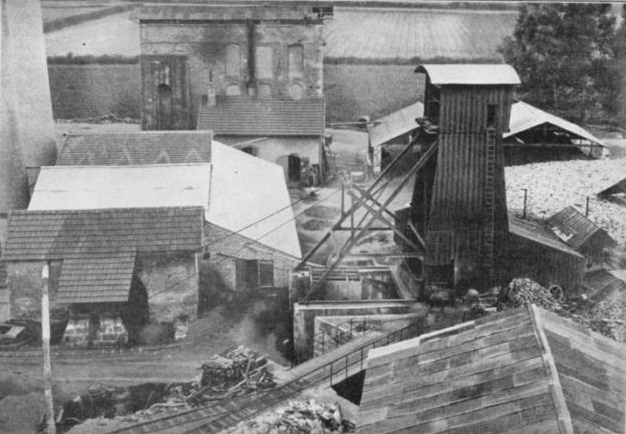
Le puits d'extraction vers 1900.
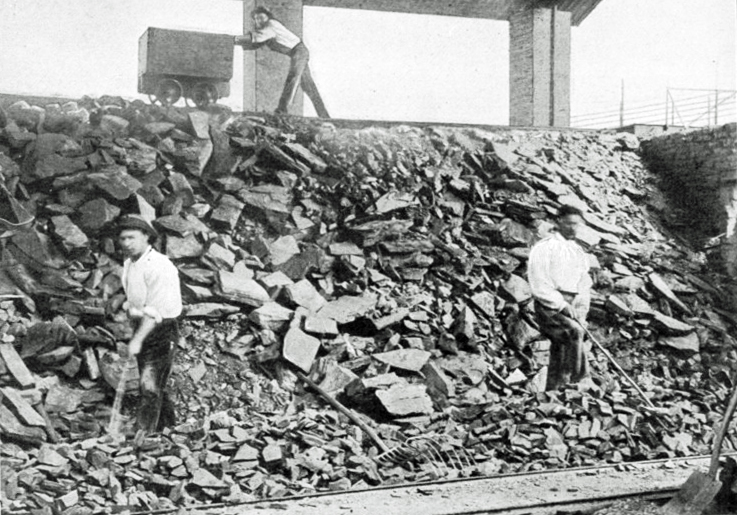
La préparation du schiste.
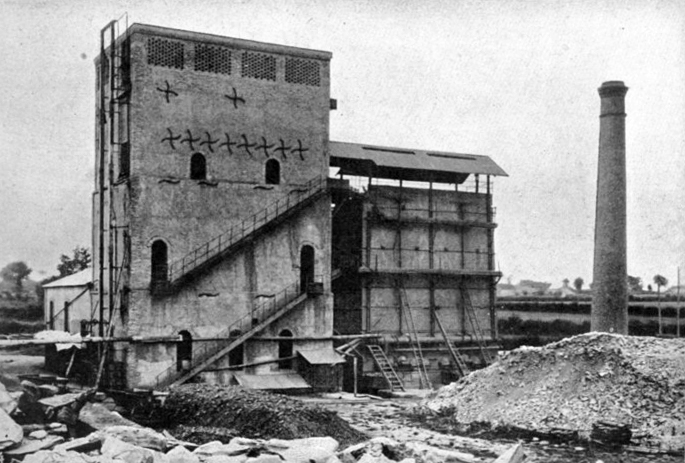
Le concassage-stockage.

## Personnel
Le personnel est essentiellement composé d'agriculteurs de la région ; des mineurs polonais sont recrutés au début des années 1930. Le nombre maximum d’employés est de 1 420 personnes. Les salaires sont inférieurs à ceux des Houillères d'Épinac. Les mineurs de fond y travaillent 46 h 30 par semaine, tandis que les ouvriers de surface travaillent entre 44 et 48 heures par semaine selon le poste. La mine des Télots ne connaît pas de grande catastrophe minière, mais une dizaine de mineurs meurent dans des accidents techniques entre 1914 et 1957. Une chambre syndicale s'occupe de la protection sociale des ouvriers des Télots à partir de 1872. Elle est remplacée par une société de secours en 1936. En 1946, les travailleurs du fond bénéficient d'un statut de mineur identique à celui des Charbonnages de France.

## Après-mine

### Reconversion
La reconversion est assurée par Électricité de France (EDF). Après la fermeture, les entrées de mines sont remblayées, les installations sont démantelées et en grande partie démolies par la société Pigeat. Une unité de craquage Dubbs est démontée pour être remontée sur le site de Pechelbronn en Alsace.
En août 2023, un bâtiment en béton est démolis pour permettre la construction d'une centrale solaire photovoltaïque par la société Luxel. Au mois de septembre suivant, la cheminée d'usine en brique est détruite puisque la structure a été jugée trop fragile et dangereuse dans un rapport daté d'avril 2023.

### Vestiges
Des ruines de la recette du plan incliné, le bâtiment de concassage-stockage, deux châteaux d'eau et  subsistent au début du XXIe siècle et sont envahis par la végétation, tout comme les deux grands terrils,, culminant à 386 et 397 mètres d’altitude, soit une élévation d'une centaine de mètres par rapport à la plaine, marquant ainsi le paysage,.

Les vestiges de surface en 2021.
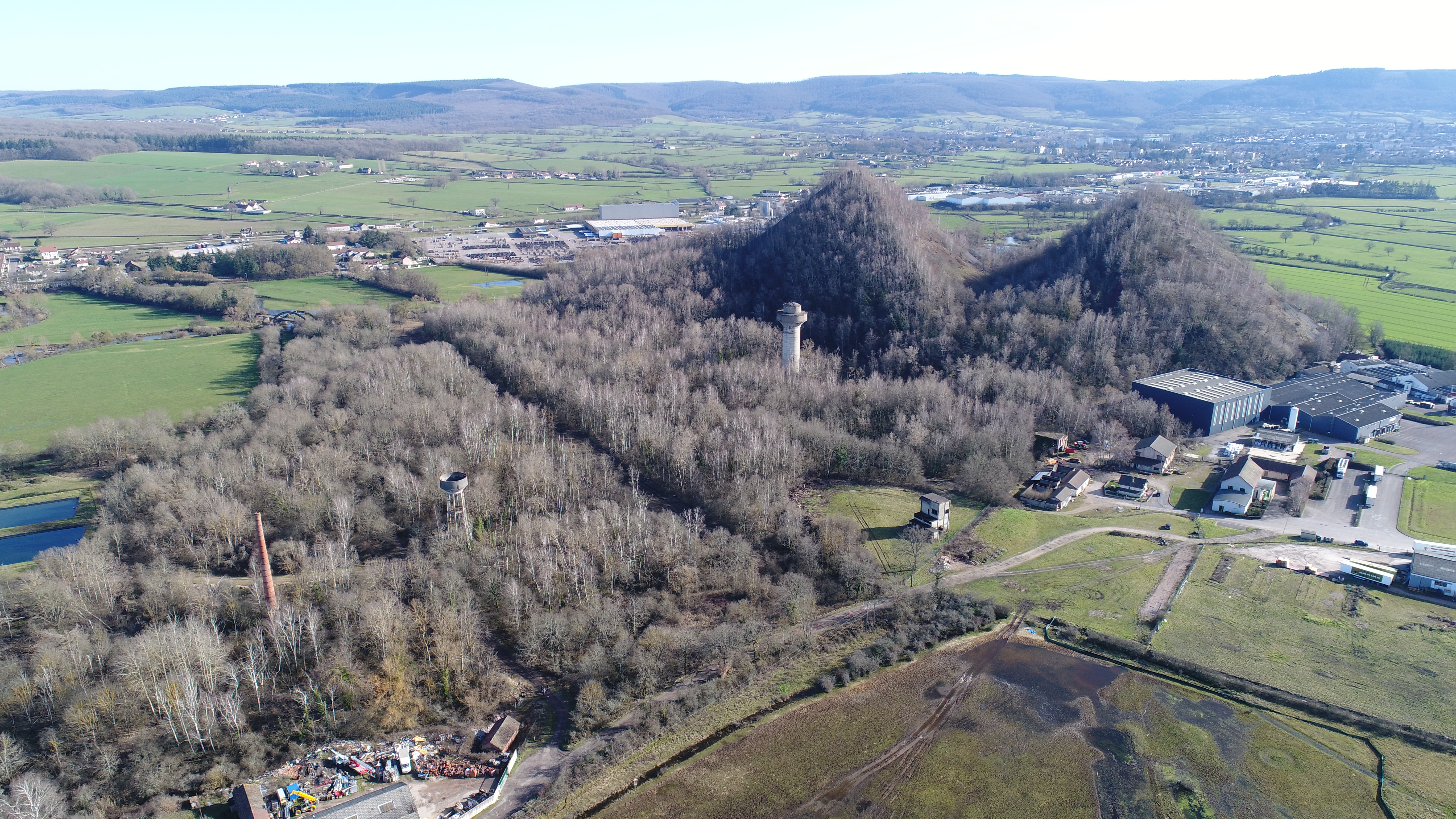
Vue générale aérienne.
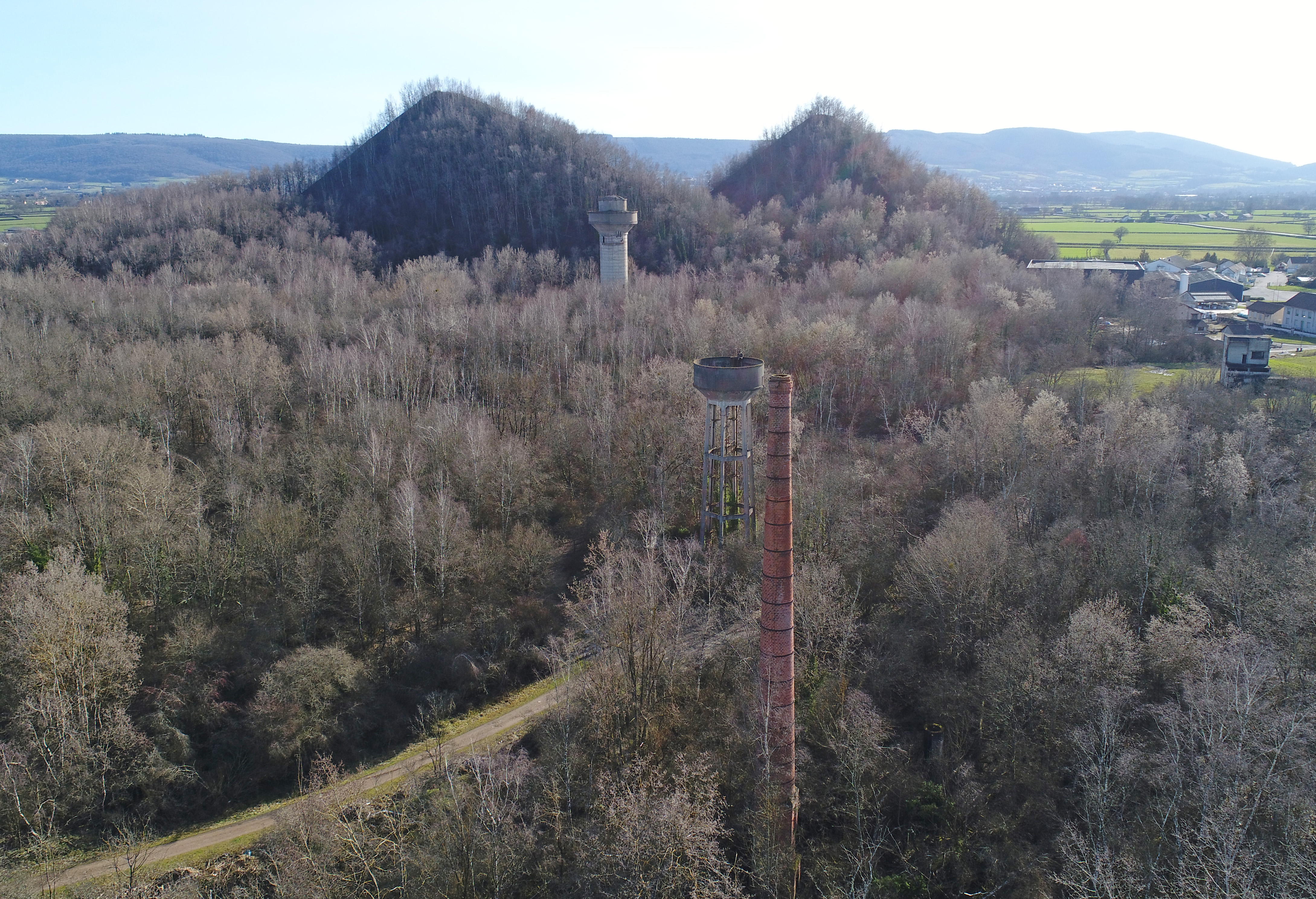
Perspective, cheminée, deux châteaux d'eau et deux terrils.
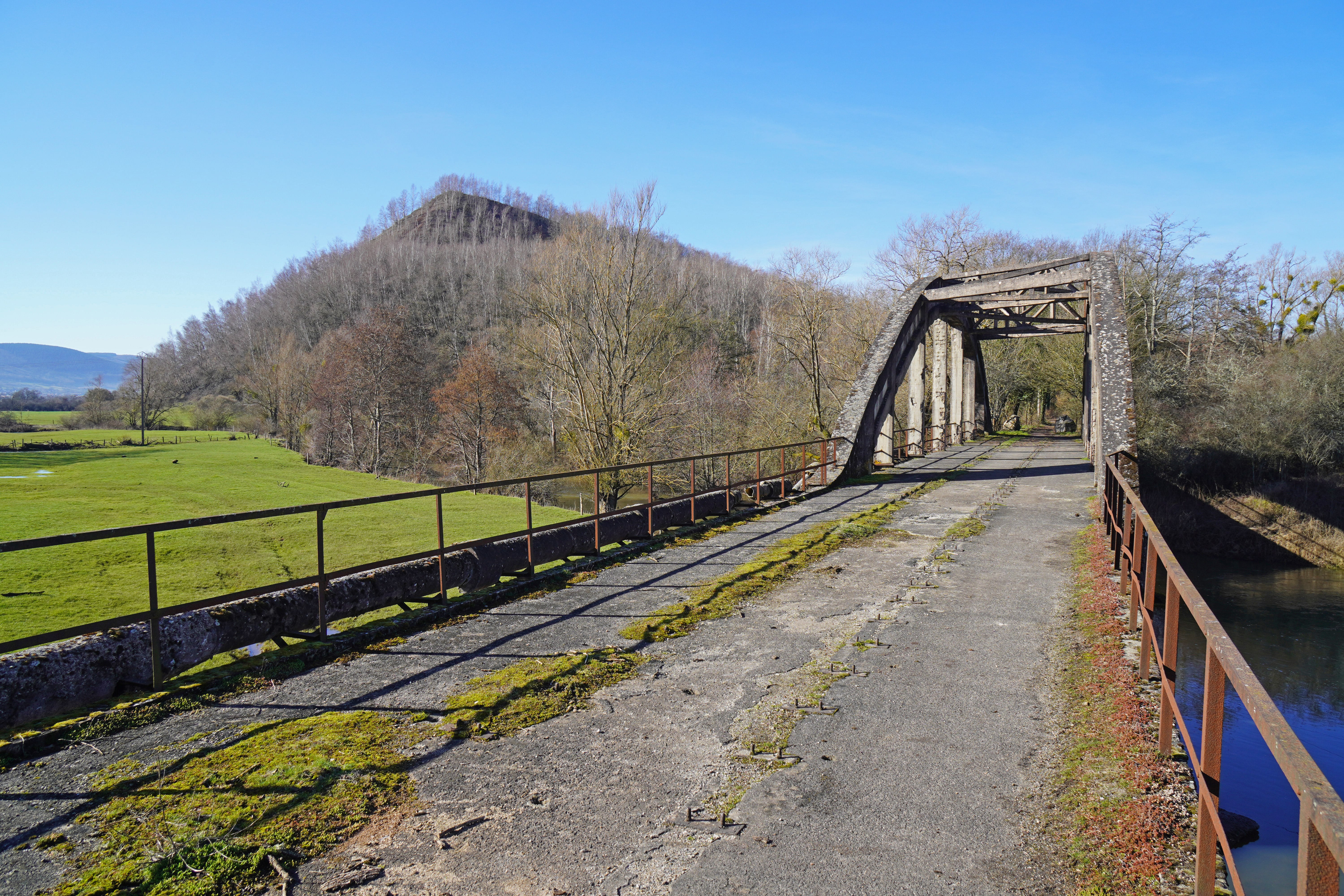
Ancien accès ferroviaire.
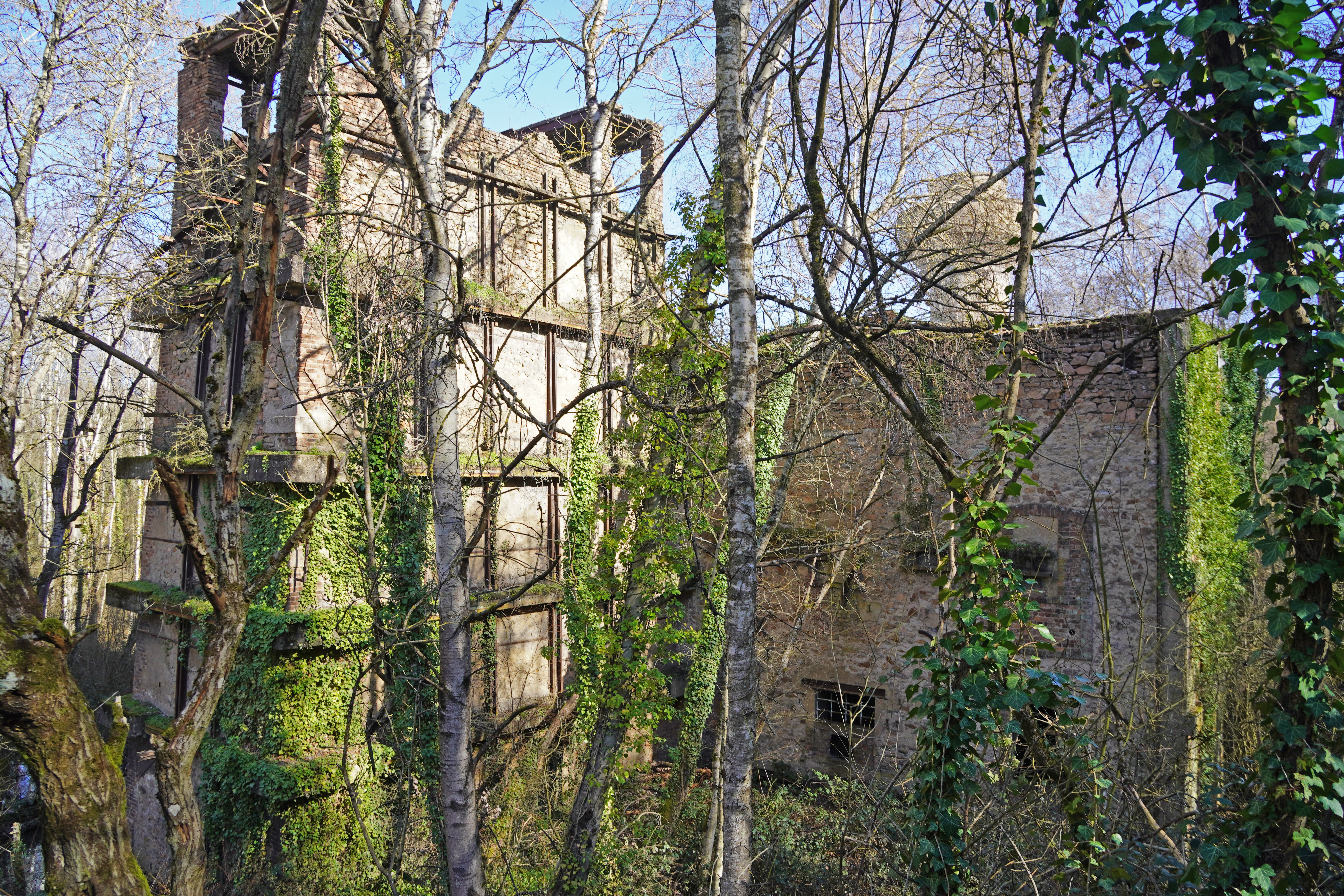
Bâtiment du concasseur vue des terrils.

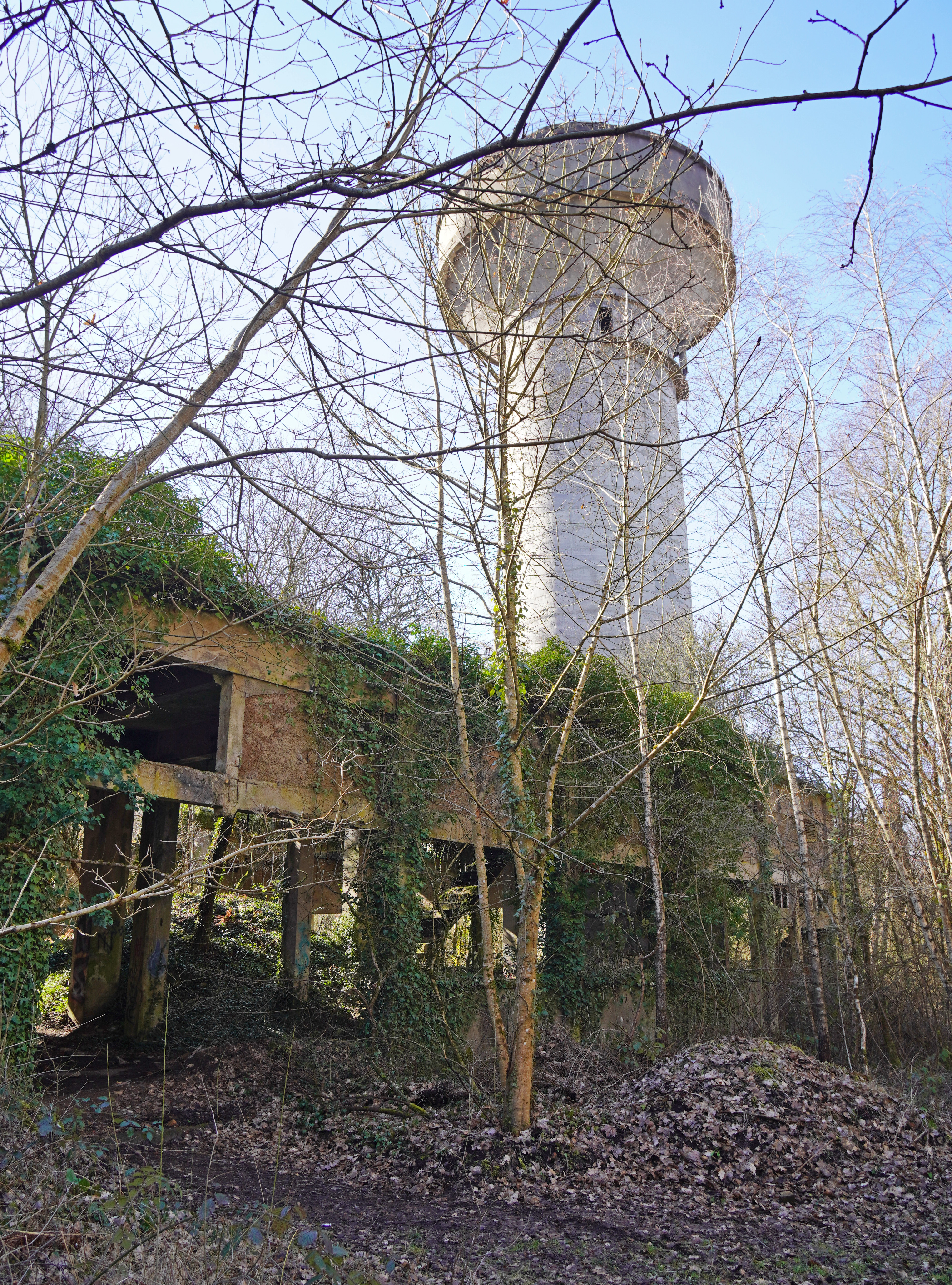
Château d'eau fermé.
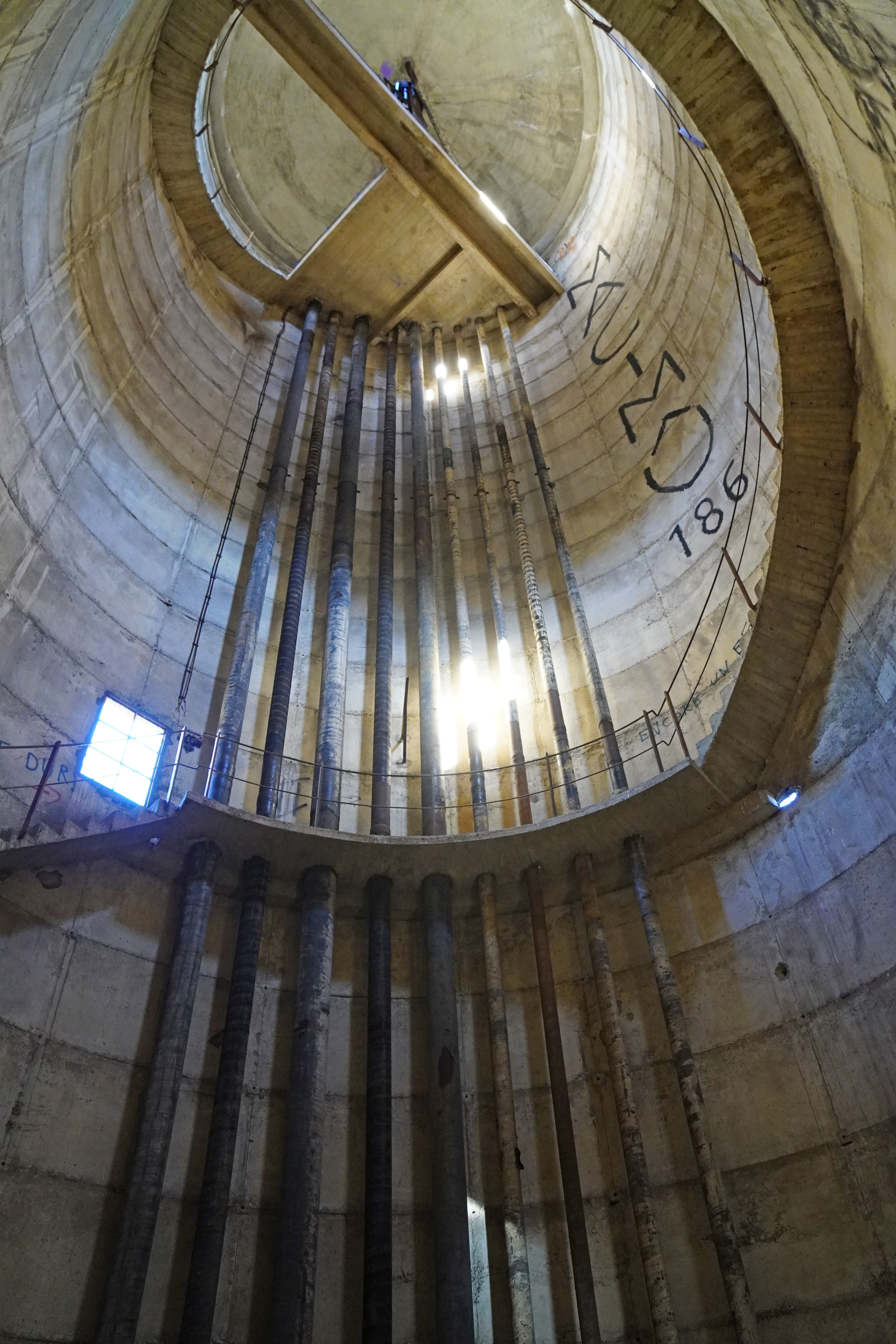
Vue de l'intérieur.
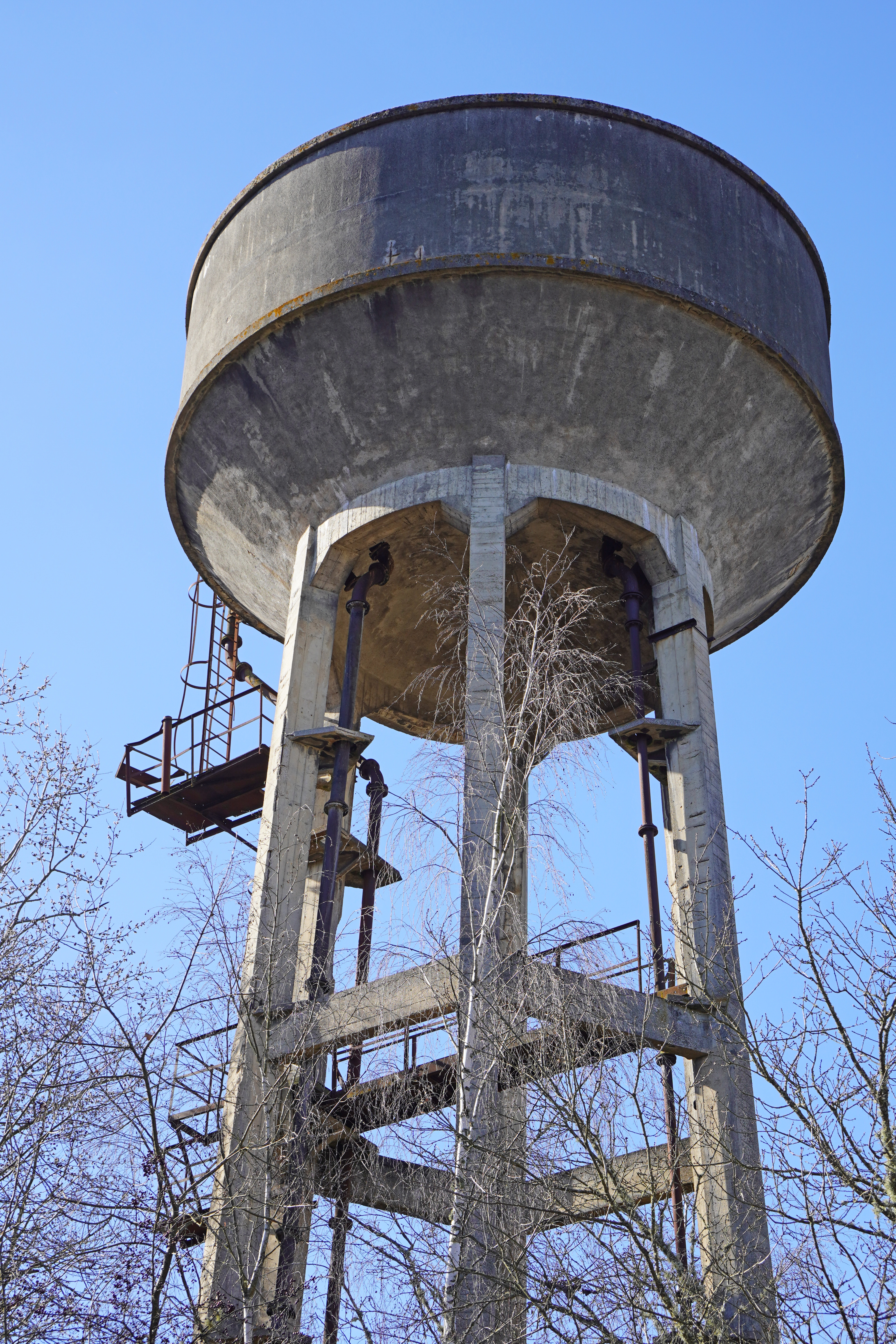
Château d'eau ouvert.
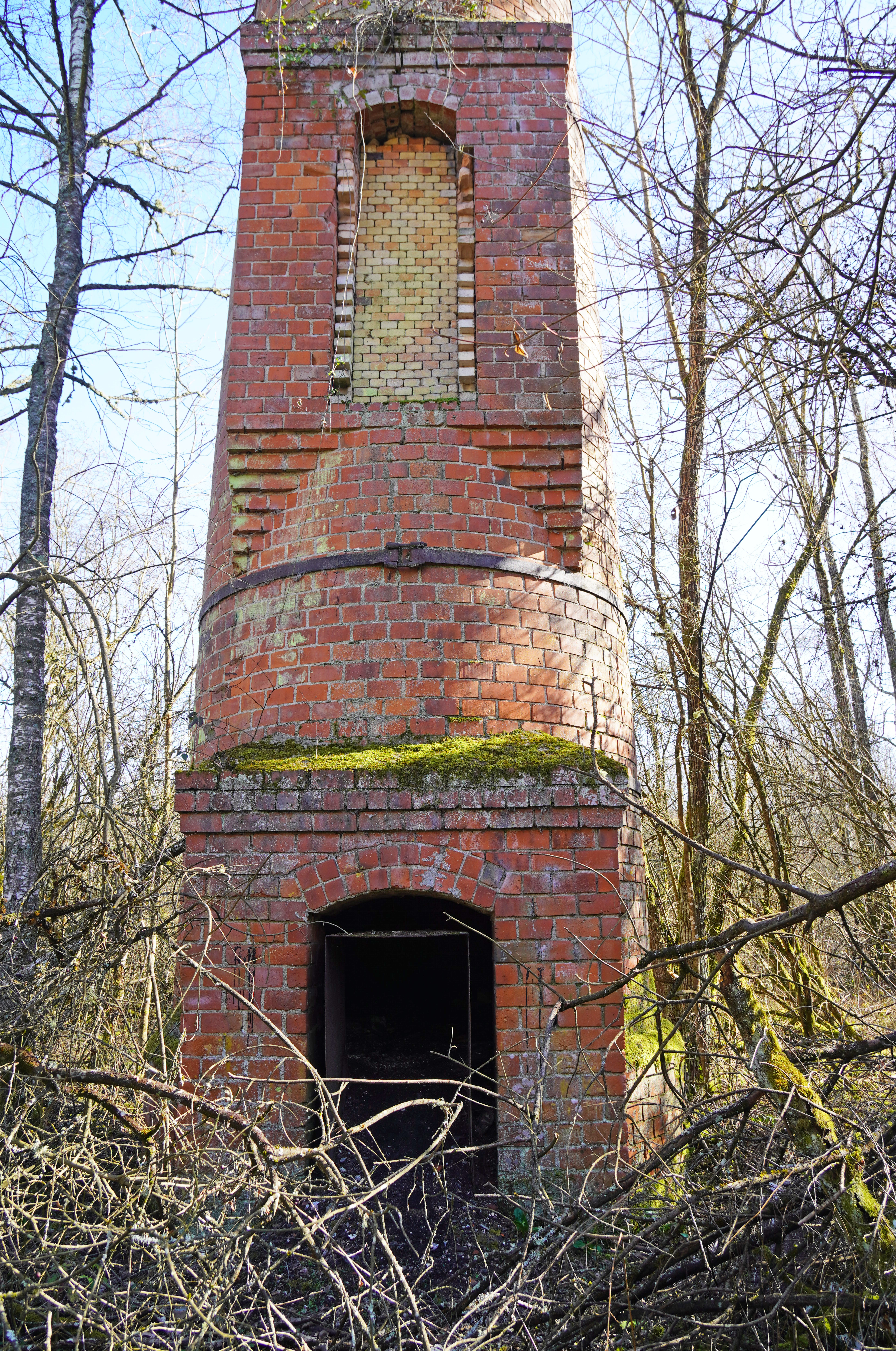
Base de la cheminée.
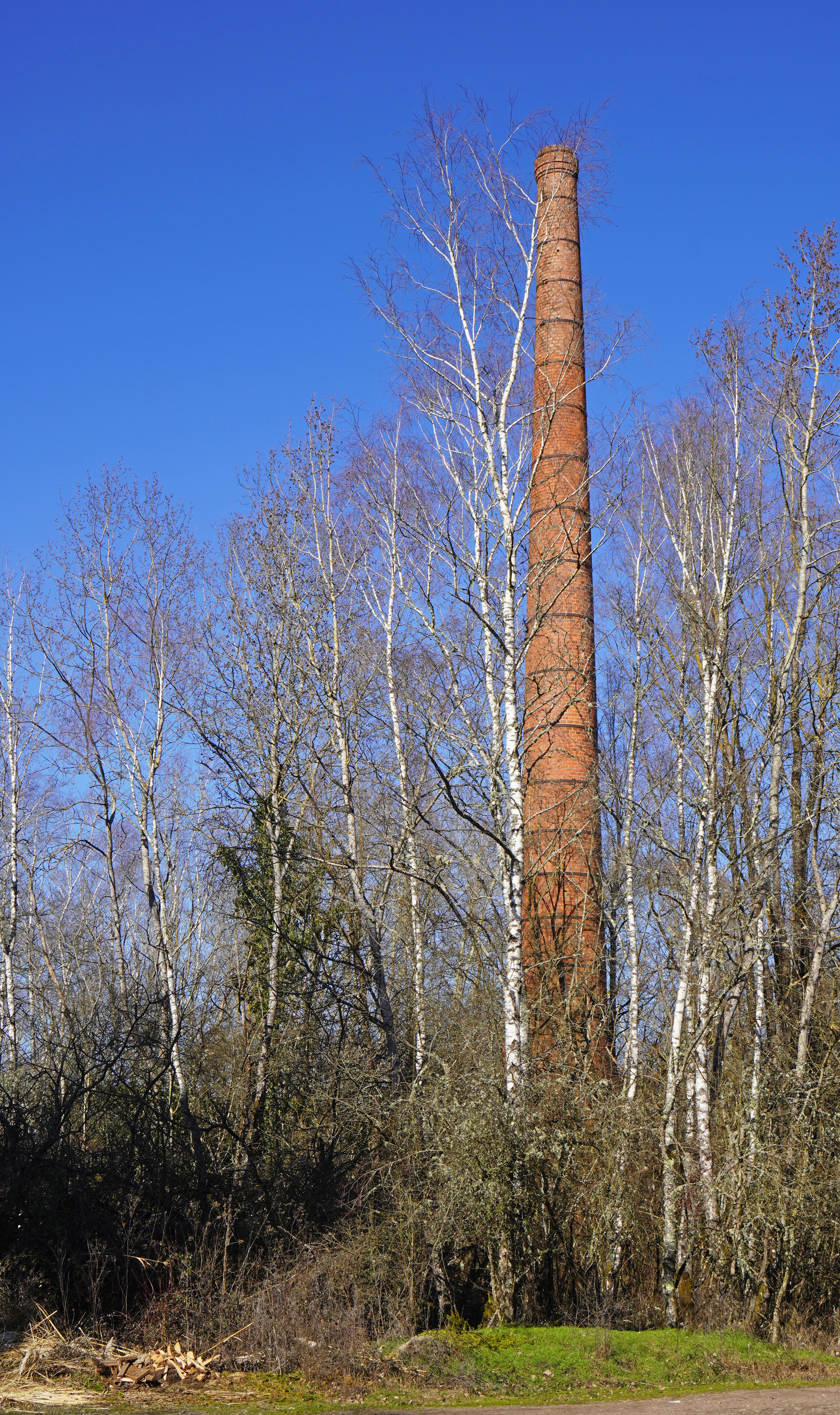
Cheminée complète.
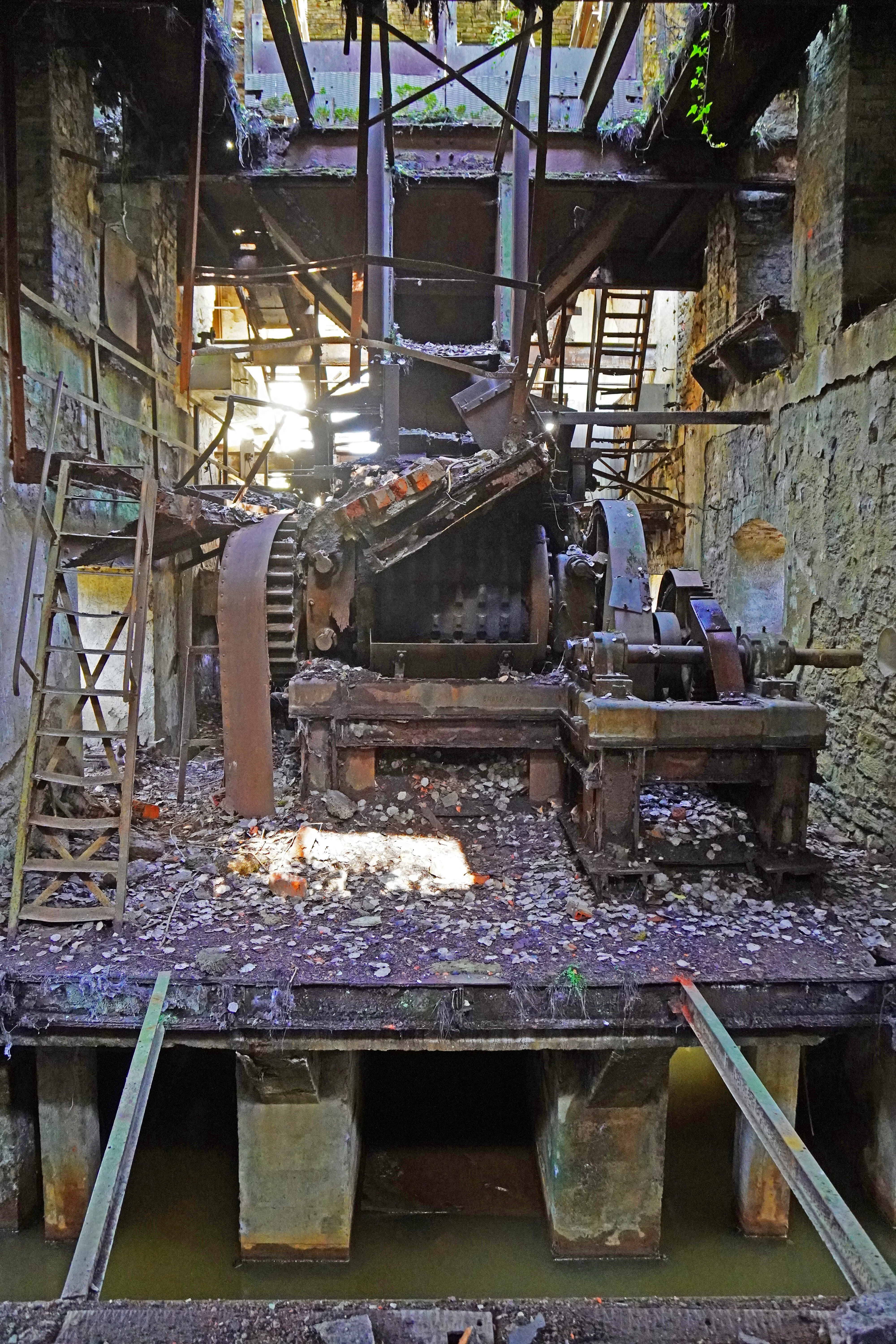
Concasseur.
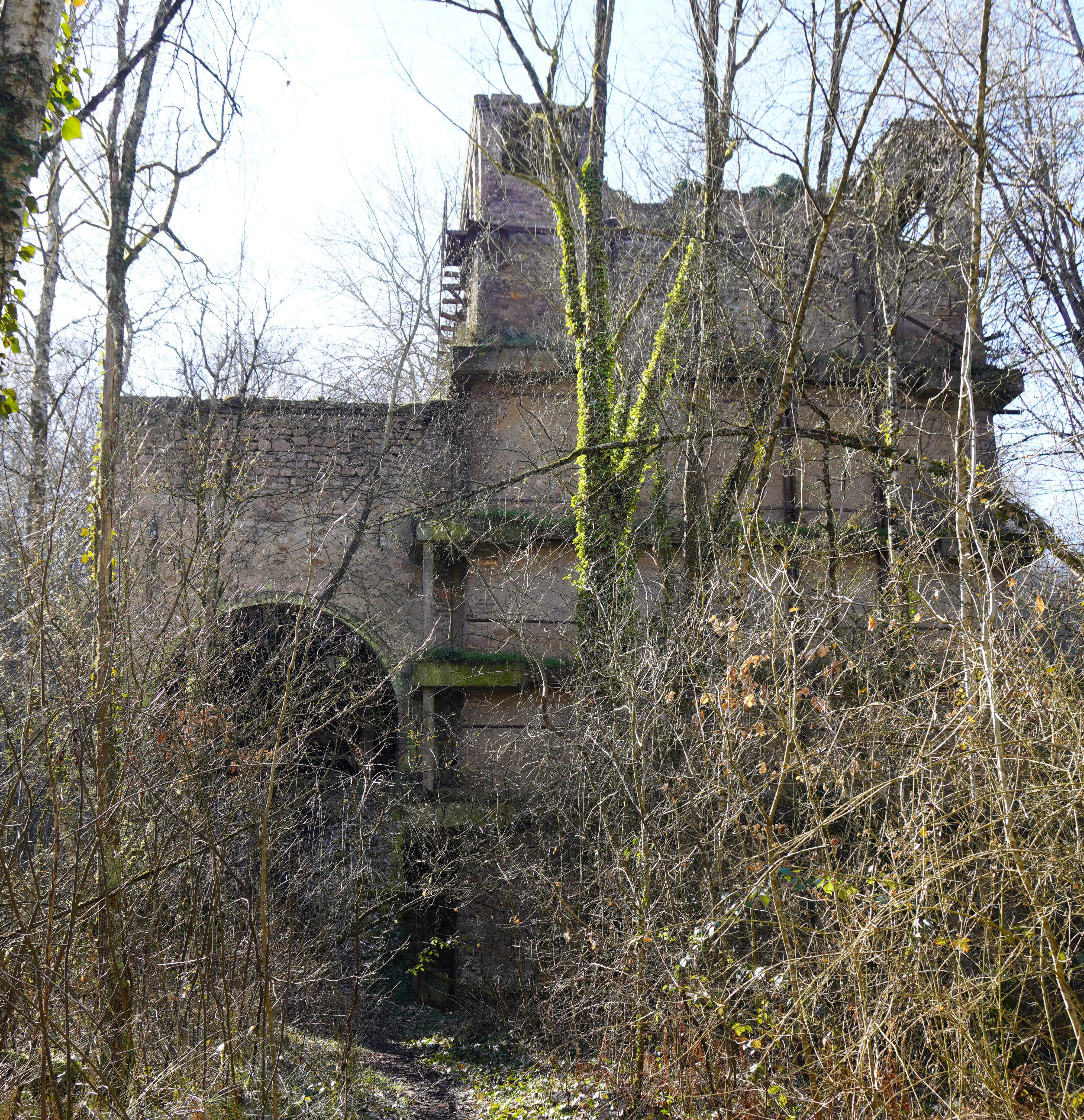
Bâtiment du concasseur (côté descenderie).
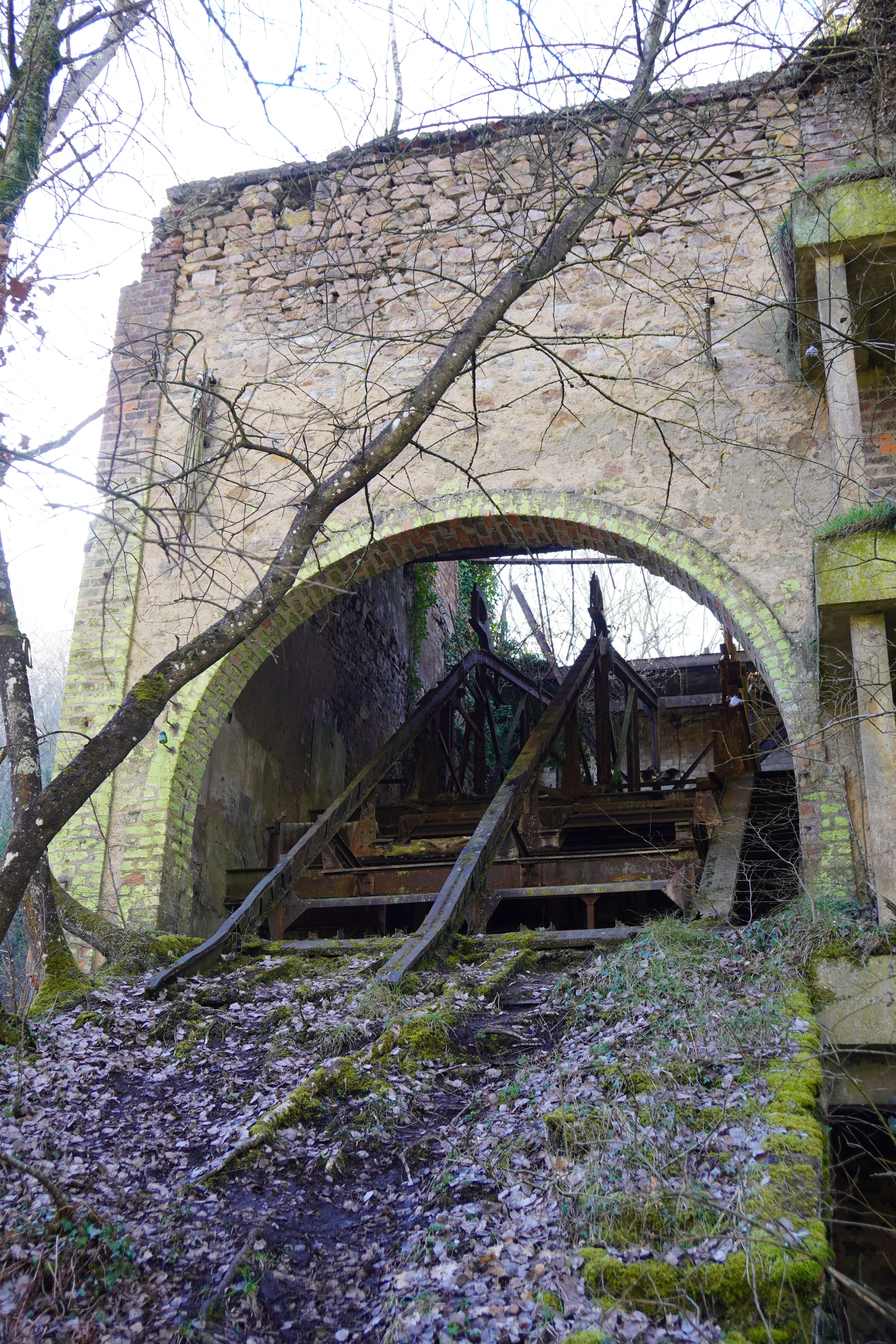
Machinerie de la descenderie.

Les deux terrils coniques.
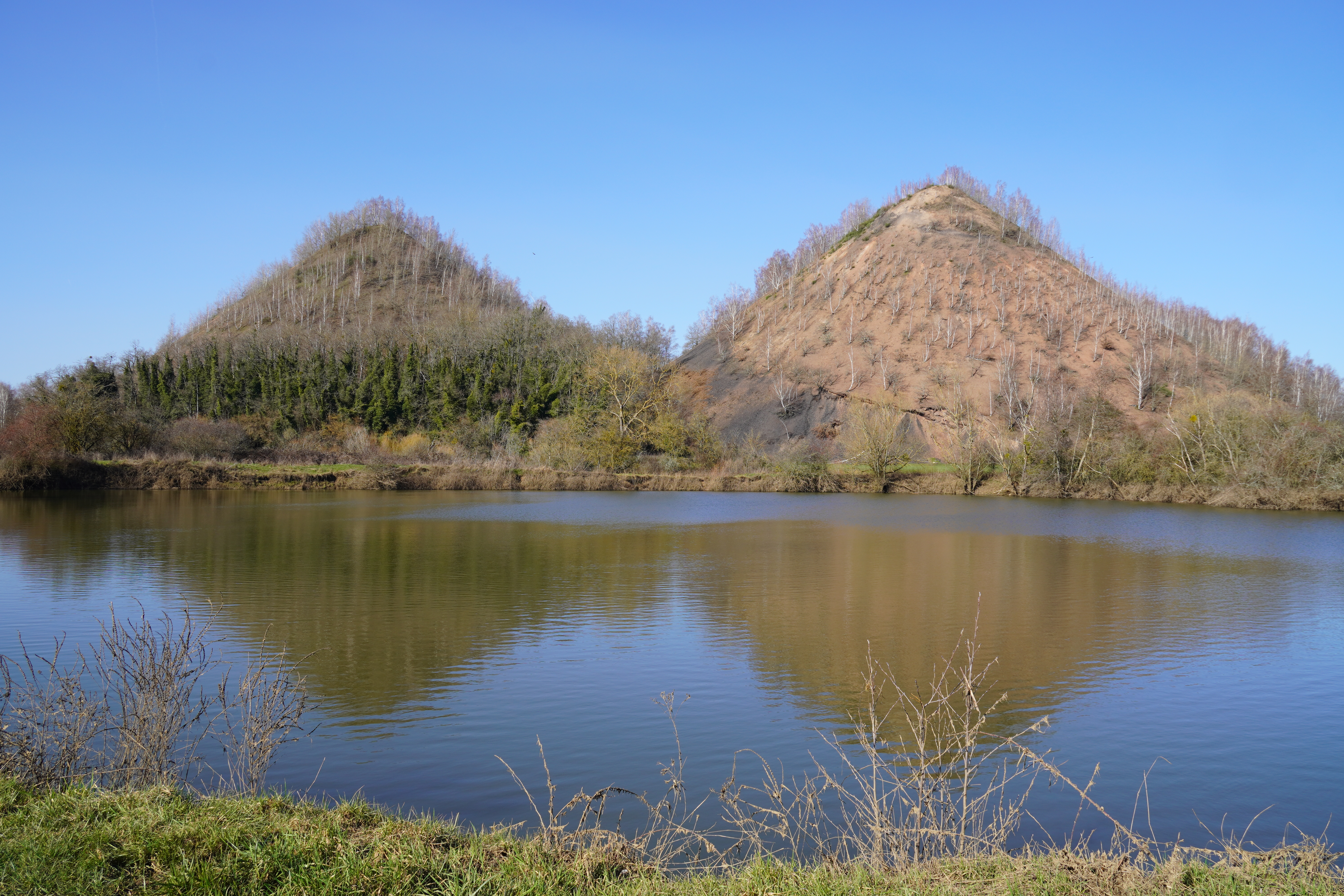
Vue au sol.
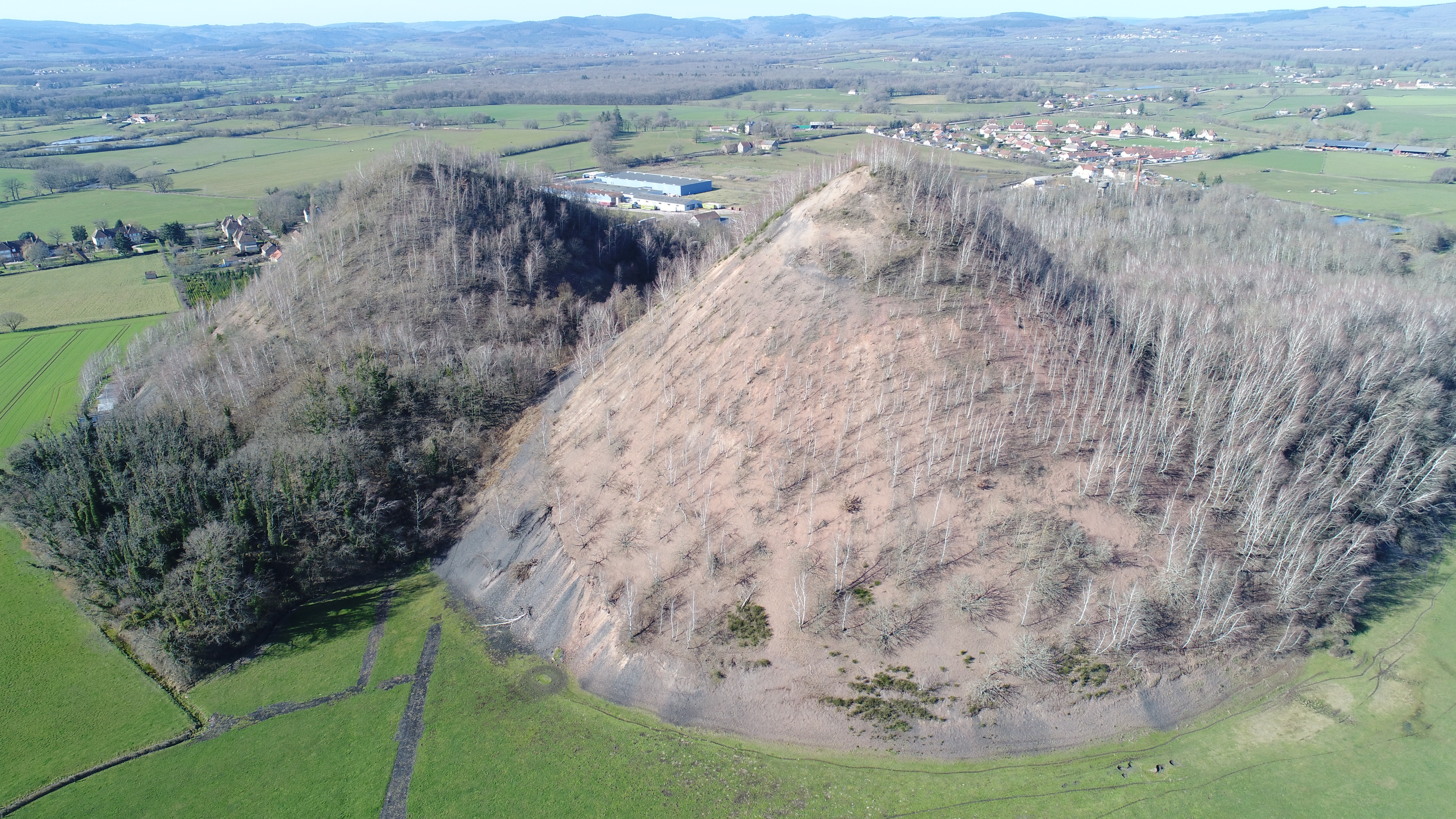
Vue aérienne.
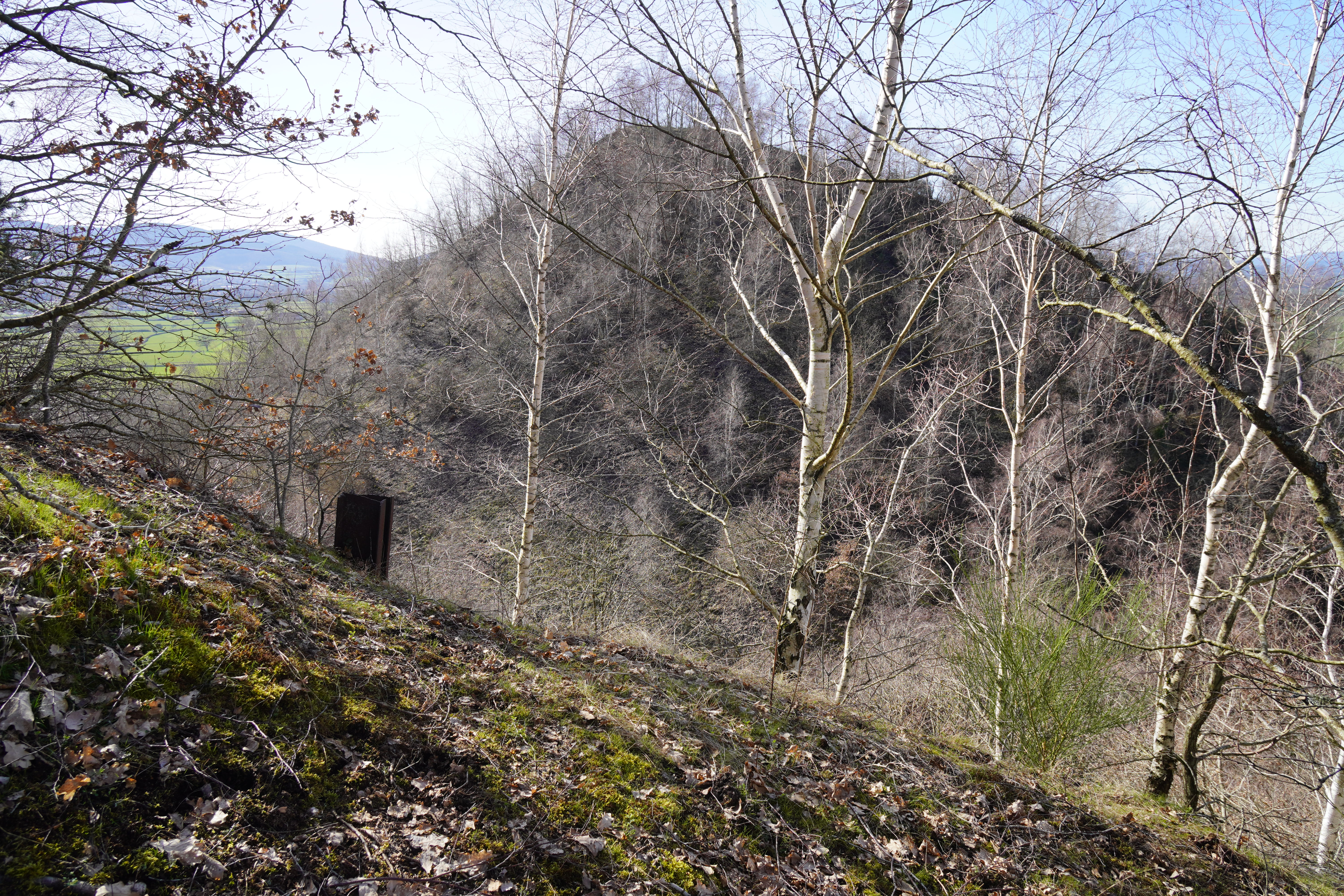
Pente.
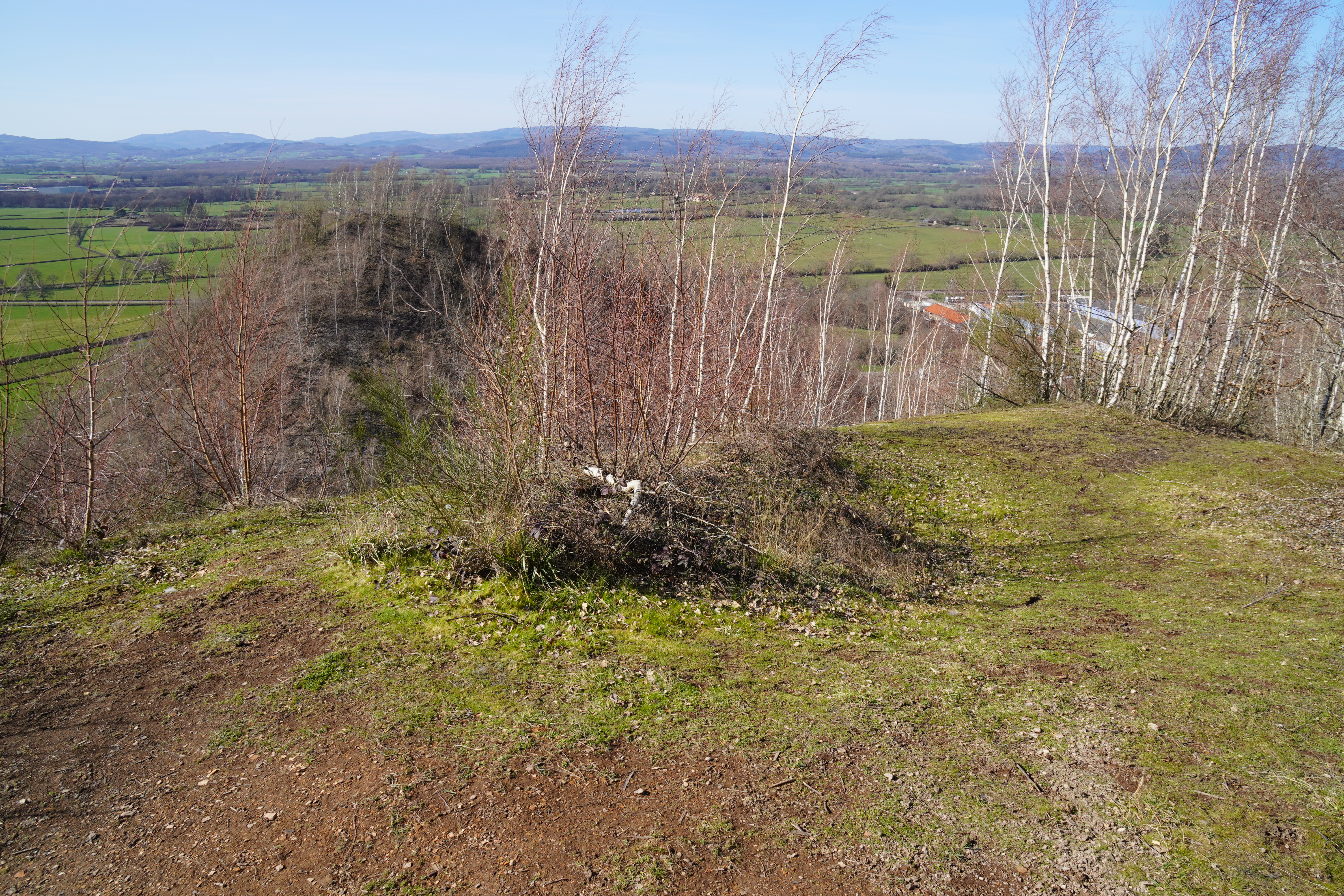
Sommet.

### Biodiversité
La biodiversité est étudiée par des naturalistes, notamment pour ses papillons, ses amphibiens et sa flore. Depuis 2007, le muséum d'histoire naturelle d'Autun met en avant ce patrimoine industriel et naturel avec des expositions.
Les Télots sont reconnues comme zone naturelle d'intérêt écologique, faunistique et floristique (ZNIEFF). À partir d'un sol stérile et caillouteux, plusieurs types d'espaces naturels sont apparus : éboulis siliceux, plusieurs sortes de pelouses silicicoles faiblement acides avec plantes annuelles, des prairies maigres de fauche colonisées par Arrhenatherum elatius, de la végétation aquatique telle que le Potamot nageant (Potamogeton natans), qui se développent dans les mares d'affaissement minier.
Les terrils pentus sont colonisés par une boulaie, tandis que la friche industrielle plane est occupée par une chênaie-frênaie. Les zones humides incluent à la fois des roselières avec Phragmites et Typha et à la fois de prairies humides peuplées de Jonc glauque (Juncus inflexus). Plus de 210 espèces végétales ont été inventoriées tel que l'oseille à oreillettes (Rumex thyrsiflorus), l'Orpin à feuilles de fève (Hylotelephium telephium), l'Épilobe à feuilles de romarin, la Céphalanthère blanche (Cephalanthera damasonium) pour les plus notables. La présence de mares permet l'accueil d'amphibiens, notamment la rainette verte (Hyla arborea), une espèce protégée.

Espèces les plus notables répertoriées.
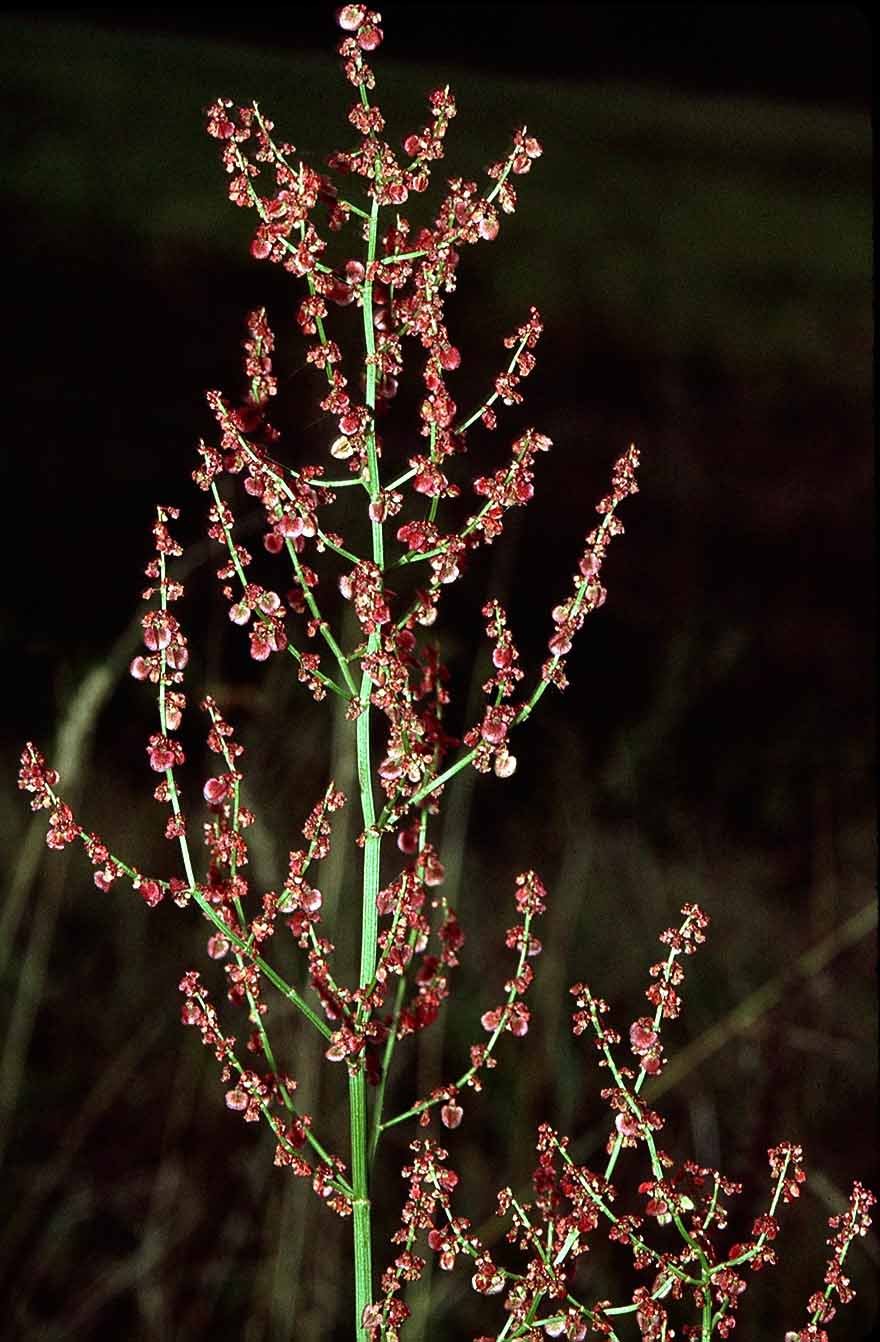
Rumex thyrsiflorus.
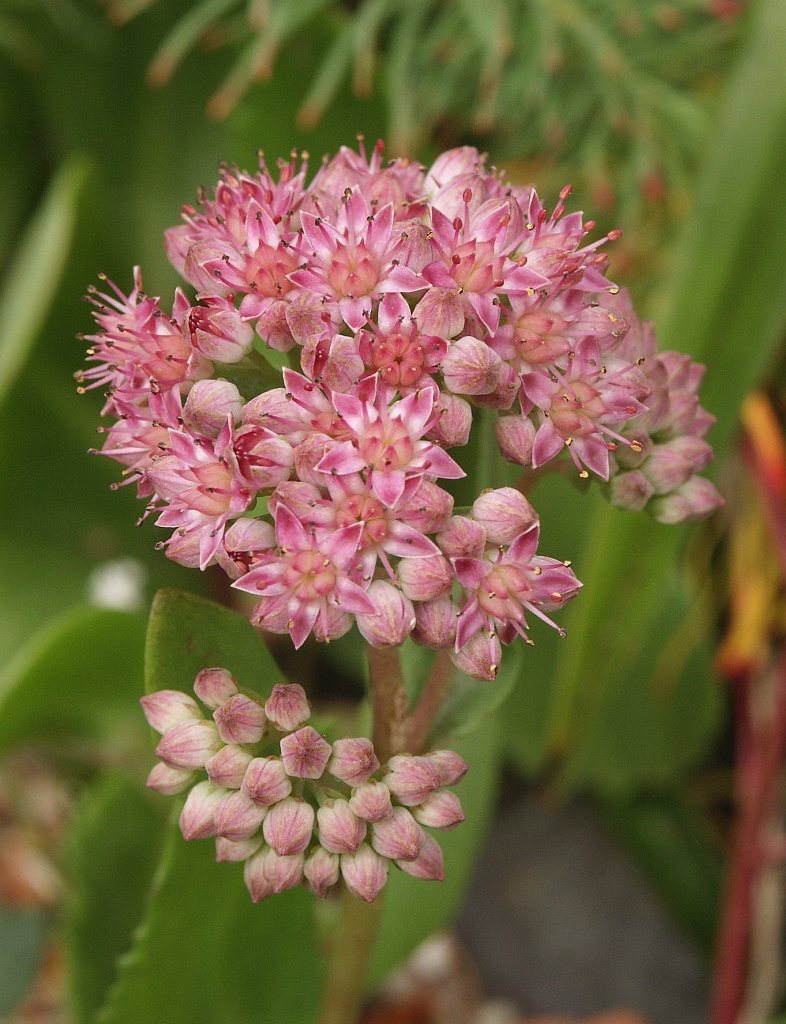
Hylotelephium telephium.
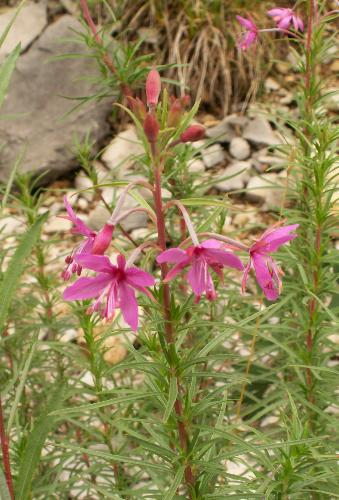
Épilobe à feuilles de romarin.
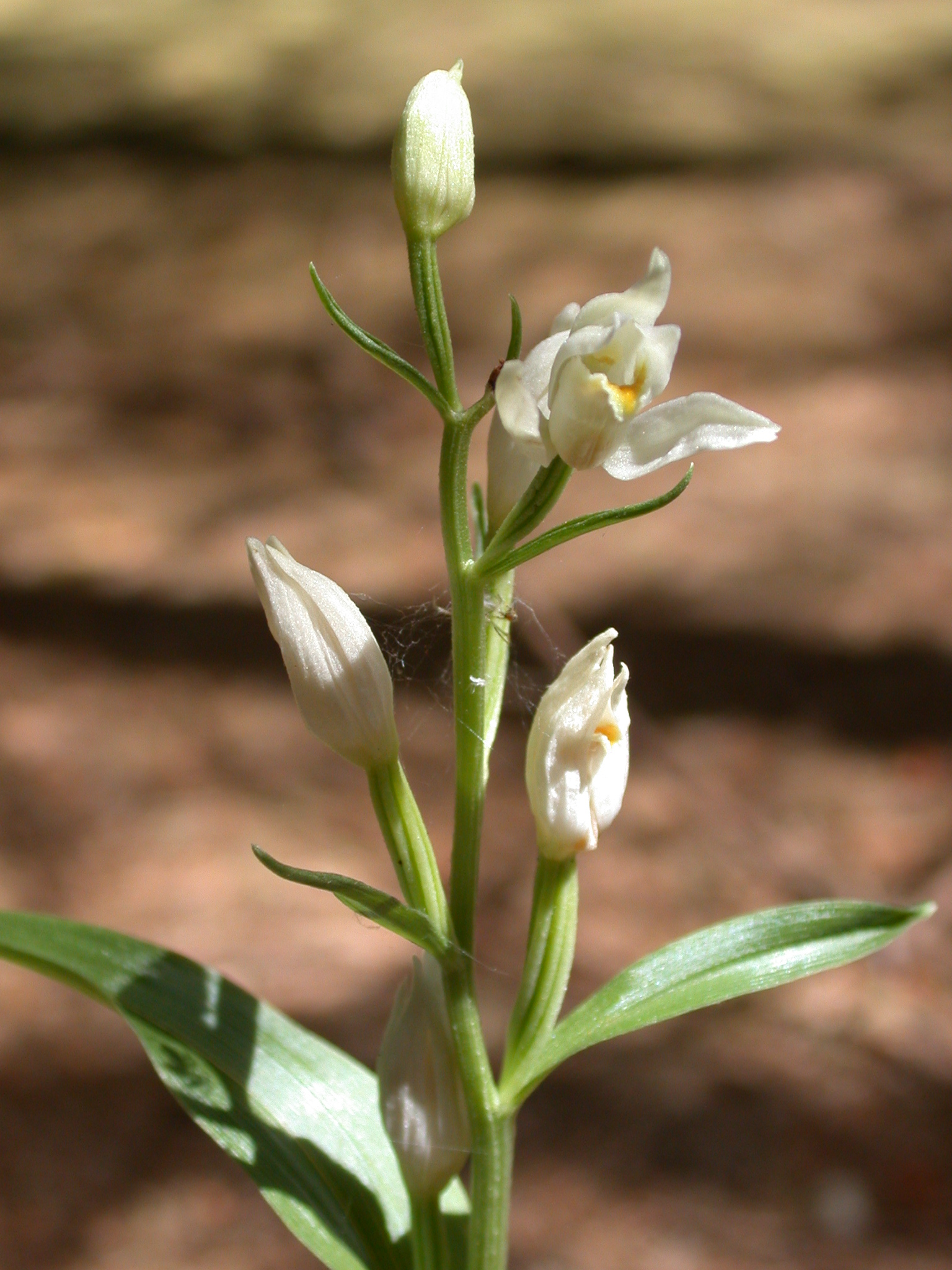
Cephalanthera damasonium.
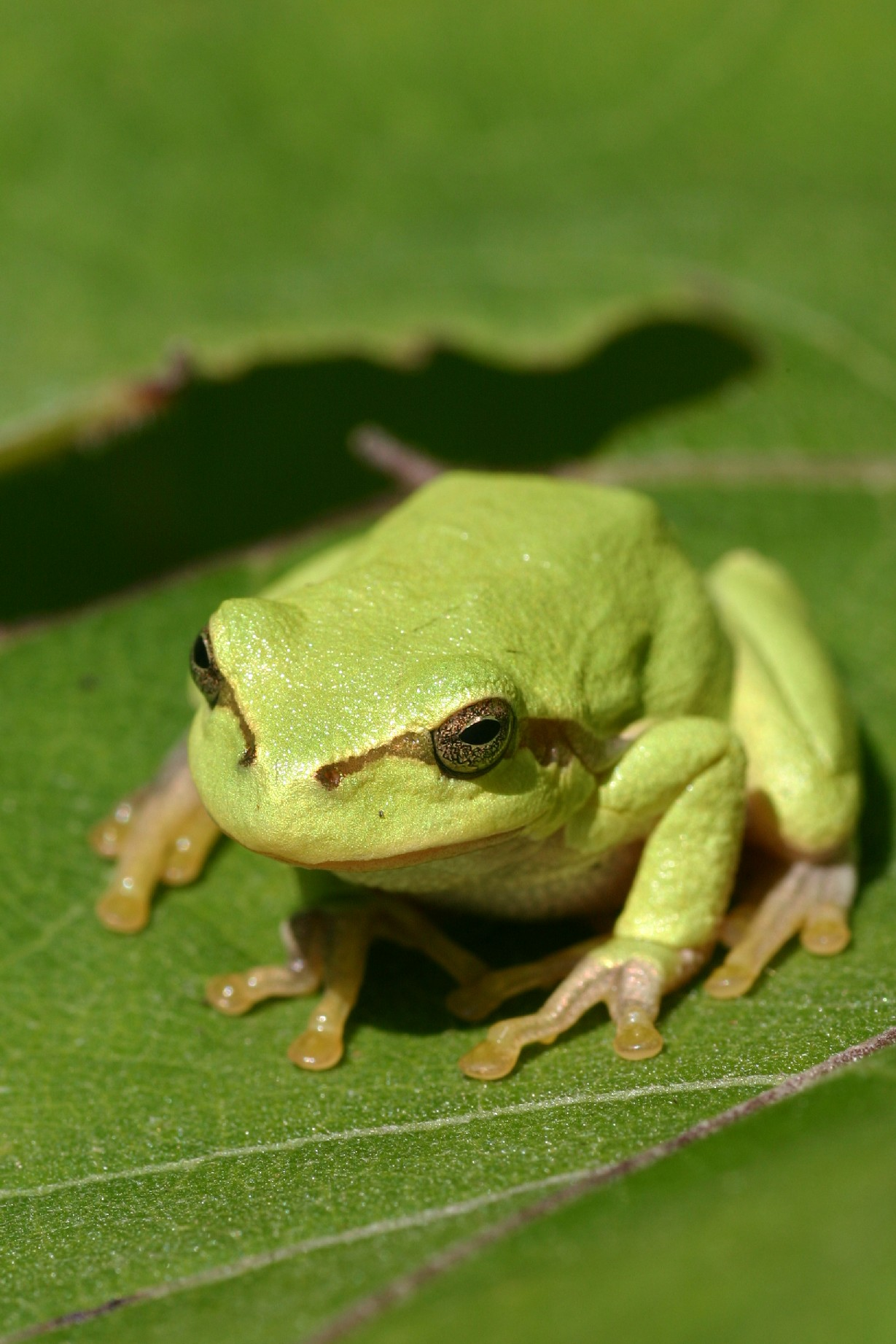
Rainette verte.